# Сейшелы на летних юношеских Олимпийских играх 2014
Сейшелы на летних юношеских Олимпийских играх 2014, проходивших в китайском Нанкине с 16 по 28 августа, были представлены тремя спортсменами в трёх видах спорта.

## Состав и результаты

### Бадминтон
Тройственной комиссией Сейшелам было предоставлено одно место для участия.

#### Одиночный разряд
| Спортсмен    | Дисциплина | Групповой этап         | Групповой этап           | Групповой этап              | Групповой этап | Четвертьфинал         | Полуфинал             | Финал/Матч за 3-е место | Место                 |
| Спортсмен    | Дисциплина | Соперник Очки          | Соперник Очки            | Соперник Очки               | Место          | Соперник Очки         | Соперник Очки         | Соперник Очки           | Место                 |
| ------------ | ---------- | ---------------------- | ------------------------ | --------------------------- | -------------- | --------------------- | --------------------- | ----------------------- | --------------------- |
| Хлори Кадеау | Девушки    | Ямапучи Япония П 0 — 2 | Бличефелдт Дания П 0 — 2 | Хендахева Шри-Ланка П 0 — 2 | 4              | Завершила выступление | Завершила выступление | Завершила выступление   | Завершила выступление |

#### Парный разряд
| Спортсмены                                         | Дисциплина | Групповой этап                         | Групповой этап                            | Групповой этап                                    | Групповой этап | Четвертьфинал         | Полуфинал             | Финал/Матч за 3-е место | Место                 |
| Спортсмены                                         | Дисциплина | Соперники Очки                         | Соперники Очки                            | Соперники Очки                                    | Место          | Соперники Очки        | Соперники Очки        | Соперники Очки          | Место                 |
| -------------------------------------------------- | ---------- | -------------------------------------- | ----------------------------------------- | ------------------------------------------------- | -------------- | --------------------- | --------------------- | ----------------------- | --------------------- |
| Хлори Кадеау Сейшелы Луис Пеналвер Перейра Испания | Смешанный  | Жинжинг Китай Нарогрит Таиланд П 0 — 2 | Хартаван Индонезия Гуда Австралия П 0 — 2 | Бличефелдт Дания Мананга Республика Конго В 2 — 0 | 3              | Завершили выступление | Завершили выступление | Завершили выступление   | Завершили выступление |

### Плавание
Сейшелы представлял один пловец.

#### Юноши
| Спортсмен    | Дисциплина               | Предварительный заплыв | Предварительный заплыв | Полуфинал            | Полуфинал            | Финал                | Финал                |
| Спортсмен    | Дисциплина               | Время                  | Место                  | Время                | Место                | Время                | Место                |
| ------------ | ------------------------ | ---------------------- | ---------------------- | -------------------- | -------------------- | -------------------- | -------------------- |
| Адам Виктора | 50 метров вольным стилем | 24,82                  | 32                     | Завершил выступление | Завершил выступление | Завершил выступление | Завершил выступление |
| Адам Виктора | 50 метров баттерфляем    | 26,76                  | 39                     | Завершил выступление | Завершил выступление | Завершил выступление | Завершил выступление |

### Тяжёлая атлетика
Тройственной комиссией Сейшелам было предоставлено одно место для участия.

#### Девушки
| Спортсмен    | Весовая категория | Рывок     | Рывок | Толчок    | Толчок | Всего | Место |
| Спортсмен    | Весовая категория | Результат | Место | Результат | Место  | Всего | Место |
| ------------ | ----------------- | --------- | ----- | --------- | ------ | ----- | ----- |
| Ромента Лару | До 58 кг          | 55        | 9     | 65        | 9      | 120   | 9     |